# Mokusatsu

Mokusatsu (黙殺) est un mot japonais. Il se compose de deux kanjis : 黙 (moku, litt. « silence ») et 殺 (satsu, litt. « tuer ») et peut donc signifier soit « opposer une fin de non-recevoir » soit « s'abstenir de tout commentaire ». Certains ont avancé que cette ambiguïté était à l'origine de la décision des États-Unis de lancer les deux bombes atomiques sur Hiroshima et Nagasaki, les 6 et 9 août 1945.

## Controverse historique
La rédaction du Asahi shinbun utilise ce mot dans son édition du matin du 28 juillet 1945, dans son article portant sur la conférence de presse tenue la veille par le premier ministre Kantarō Suzuki. Ce dernier avait lui-même employé ce mot devant les journalistes de la presse internationale pour définir l'attitude adoptée par son gouvernement en réponse à l'ultimatum lancé par les Alliés deux jours plus tôt, lors de la conférence de Potsdam le 26 juillet 1945.
Les propos de Kantarō Suzuki sont rapportés comme suit :

« Mon opinion est que la déclaration commune est pratiquement la même que la précédente. Le gouvernement du Japon ne lui accorde aucune valeur particulière. Nous nous contentons de mokusatsu suru. La seule alternative pour nous est de continuer la lutte avec détermination jusqu'au bout. »

Rappelons que les Alliés menaçaient le Japon d'une destruction rapide et totale s'il n'acceptait pas la capitulation sans conditions. Était-ce d'abord pour des raisons de politique intérieure que Kantarō Suzuki employa le vocable mokusatsu : la première acception du mot lui permettant de calmer les ardeurs des militaires, farouchement opposés à toute idée de capitulation ?  Répondait-il au contraire aux Alliés en des termes « plus diplomatiques » avec la deuxième acception ?  Jouait-il sur l'ambiguïté ? Difficile à dire. Quoi qu'il en soit, les agences internationales de presse traduisirent ce vocable comme une fin de non-recevoir. On connaît la suite : le président Harry Truman autorisa l'utilisation de la bombe atomique, qui fut larguée sur Hiroshima, le 6 août 1945, puis trois jours plus tard sur Nagasaki[style à revoir][réf. nécessaire].